# مینیمالیسم

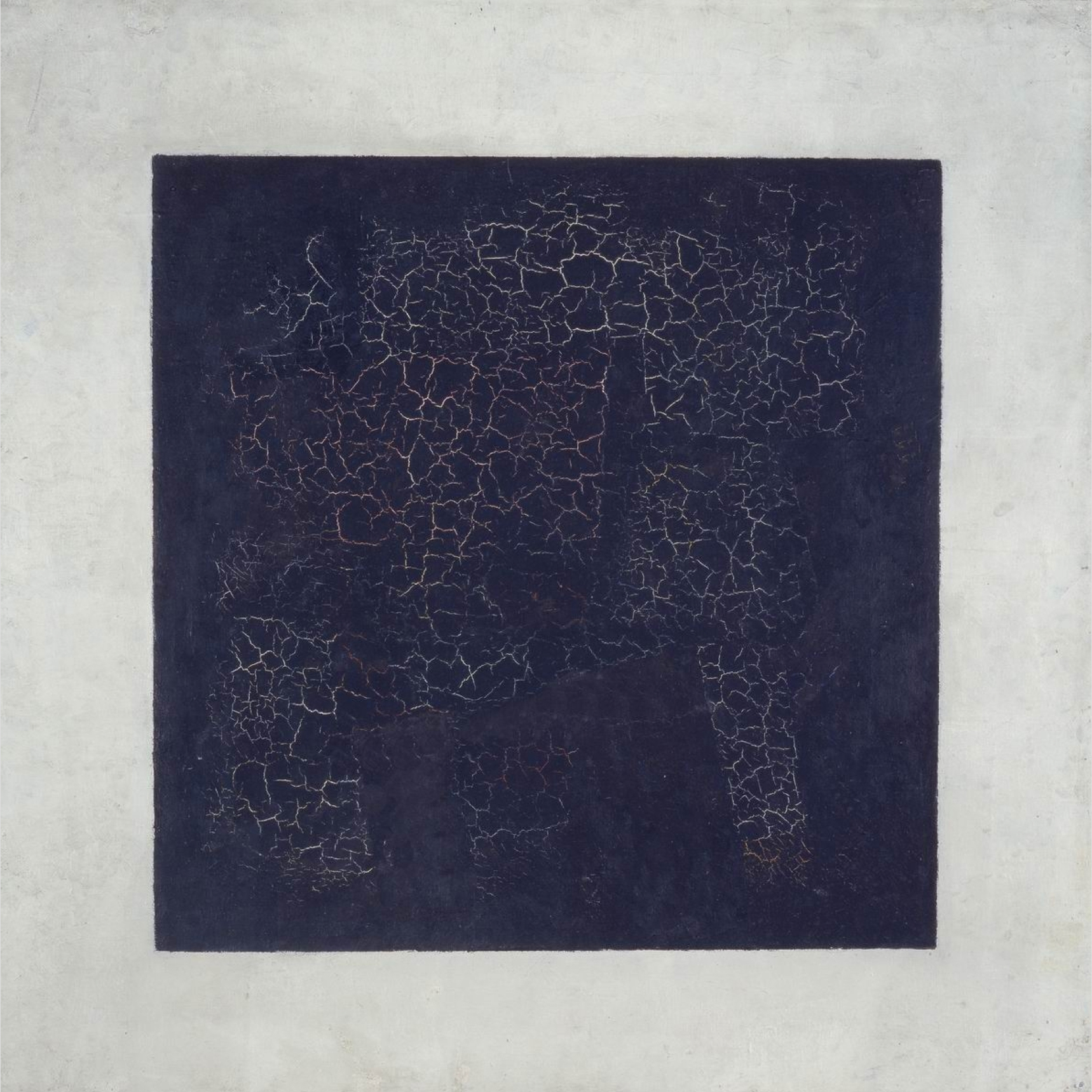
کازیمیر مالویچ، مربع سیاه، ۱۹۱۵، ۷۹٫۵ x ۷۹٫۵ سانتیمتر، رنگ روغن روی بوم، نگارخانه ترتیاکوف، مسکو

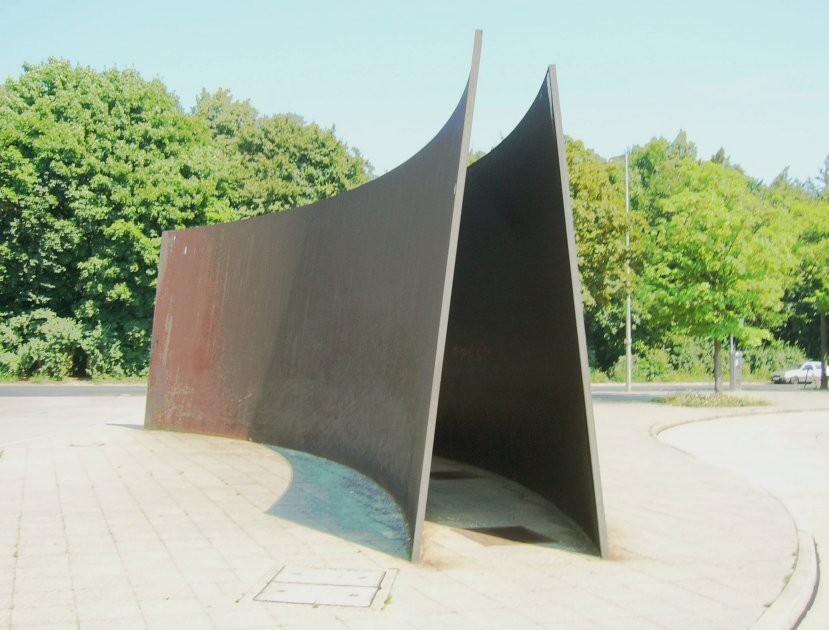
تندیس منحنی، برلین

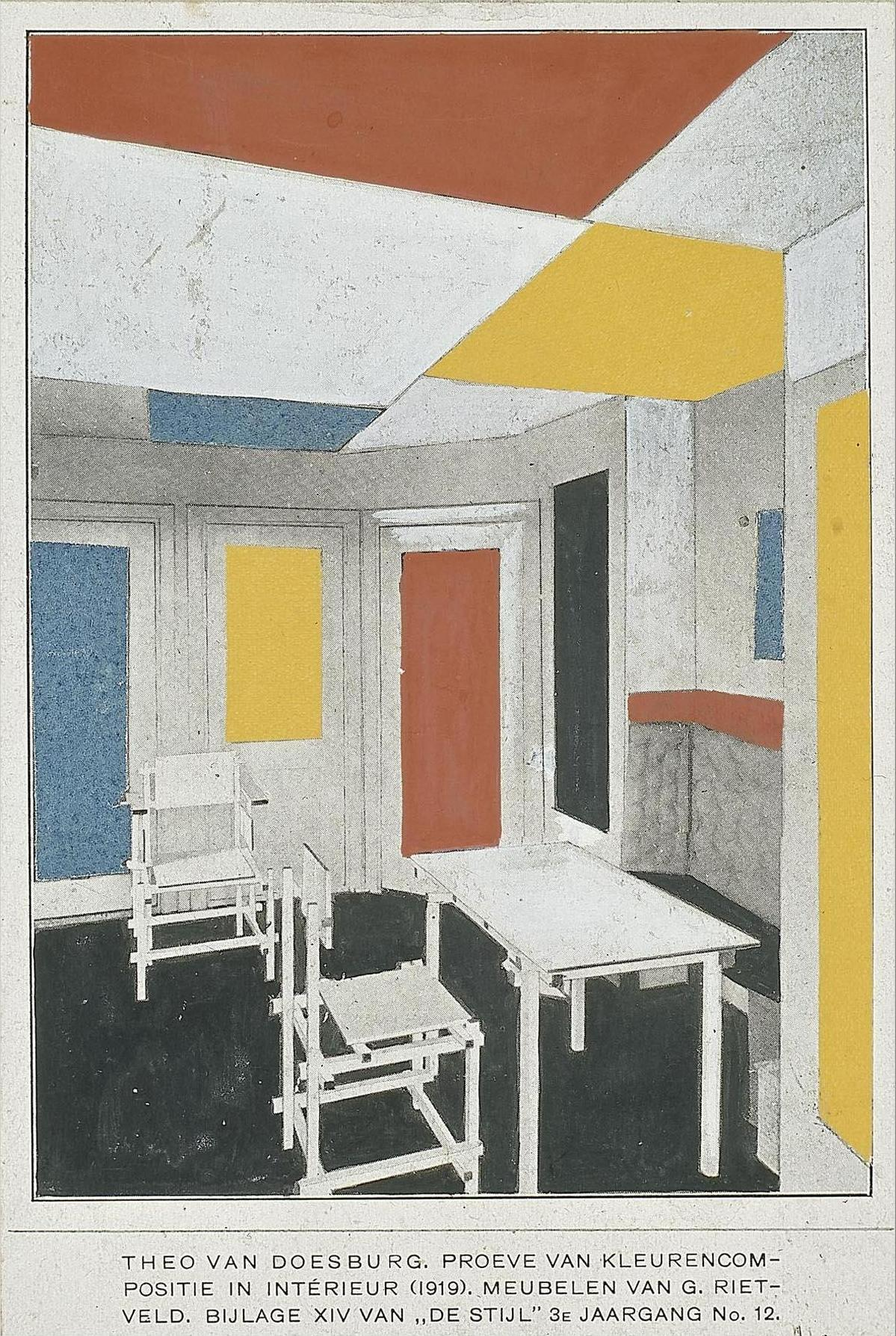
اثری از تئو وان دوسبرگ

کمینه‌گرایی (مینیمالیسم یا ساده‌گرایی یا هنر کمینه) (به انگلیسی: Minimalism) در هنرهای تجسمی، موسیقی، ادبیات و سایر گونه‌های هنری، مکتبی است که اساس آثار و بیان خود را بر پایه سادگی بیان و روش‌های ساده و خالی از پیچیدگی معمول فلسفی یا شبه فلسفی بنیان گذاشته است. از نام‌های دیگر این جنبش abc art و هنر تحت‌اللفظی (literalist art) است.
ذن در هنر ژاپن و بودیسم در هنر شمال چین از حذف اضافات بر اصل موضوع هنر در مینیاتور و آب مرکب استفاده فراوان برده بود. در ادبیات، هایکو یا اشعار چندکلمه‌ای الهام‌بخش نوجویان هنر جدید بودند.
کمینه‌گرایی جدید را می‌توان زاییده هنرمندان روس دورهٔ پس از انقلاب اکتبر روسیه دانست که ساختارگرا بودند و به خلاصه‌نمایی و اشکال هندسی گرایش داشتند. مانند مالویچ با اثرش سفید روی سفید. تجربیات هنرمندان روسیه در دهه ۱۹۵۰ و ۶۰ بر هنرمندان اروپا و آمریکا مانند مجموعه تابلوهای تماماً سفید رابرت راشنبرگ جوان و کارهای تک‌رنگ ایو کلین، و سری آکروم پیرو مانزونی اثر گذاشت و به نوع دیگری بر کارهای میناکاری روی مس رابرت ریمن و آثار اگنس مارتین که ترکیب شیارهای نامحسوس روی زمینه تک‌رنگ بود، تأثیر گذاشت.
کمینه‌گرایی در ایالات متحده به سرعت تبدیل به یک جنبش هنری تازه شد که بیشتر با خلق آثار سه بعدی (به جای دو بعدی) همراه بود. آثار حجمی ریچارد سرا مرحله‌ای سنتی از ساده‌گرایی در آمریکا بود و به کارهای دیوید اسمیت نزدیک بود. قطعات حجمی او حالتی پویا و ناپایدار داشتند. حجم‌هایی که برای فضای بیرون ساخت به ویژه «طاق نوسان» تأثیر حسی و روانی تهدیدکننده‌ای داشت و تا مدت‌ها باعث بحث‌های فراوان شد.
جریان اصلی جنبش کمینه‌گرایی آمریکایی را می‌توان در آثار تونی اسمیت، دانلد جاد، کارل آندره، دان فلاوین، رابرت موریس، سول لوویت، جان مک کراکن دید.
کمینه‌گرایی در شکل‌های مختلفی از طراحی و هنر، به ویژه در هنرهای تجسمی و موسیقی استفاده می‌شود. کمینه‌گرایی پس از جنگ جهانی دوم، در هنر غرب به وجود آمد و بیشتر از سوی هنرمندان هنرهای تجسمی آمریکایی در اواخر دهه ۱۹۶۰ و اوایل دهه ۱۹۷۰ میلادی، گسترش پیدا کرد.
هنرمندان کمینه‌گرایی بر این باورند که با زدودن حضور فریبنده ترکیب‌بندی و کاربرد موارد ساده و اغلب صنعتی که به شکلی هندسی و بسیار ساده شده قرار گرفته باشند، می‌توان به کیفیت ناب رنگ، فرم، فضا و ماده دست یافت. از هنرمندان این سبک می‌توان به دیوید اسمیت، دونالد جاد، ارنست تروا، سول لویت، کارل آندره، دن فلاوین، رابرت رایمن، رونالد بلادن و ریچارد سِرا اشاره کرد.
آثار هنرمندان کمینه‌گرایی گاه کاملاً تصادفی پدید می‌آمد و گاه زادهٔ شکل‌های هندسی ساده و مکرر بود.
ساده‌گرایی نمونه‌ای از ایجاز و سادگی را در خود دارد و بیانگر سخن رابرت براونینگ است: Less is more (کمتر غنی‌تر است).
مستند کمینه‌گرایی ۲۰۱۵، ساخته مت داولا، ویژگی سبک زندگی ساده و به دور از تجملات را از طریق ورود به سطوح مختلف زندگی مینیمالیست‌ها نشان می‌دهد.
نمونه یک داستان مینمالیست اثر ناصراعظمی:(لیست بیشمار مخاطبان داخل گوشیش را بررسی می‌کرد اما دریغ از یک دوست!!

## کمینه‌گرایی در هنرهای تجسمی
کمینه‌گرایی در نقاشی را می‌توان زاییده هنرمندان روس دورهٔ پس از انقلاب اکتبر روسیه دانست که ساختارگرا بودند و به خلاصه‌نمایی و اشکال هندسی گرایش داشتند. مانند مالویچ با اثر «سفید روی سفید» ش. تجربیات هنرمندان روسیه در دهه ۱۹۵۰ و ۶۰ بر هنرمندان اروپا و آمریکا مانند مجموعه تابلوهای تماماً سفید رابرت راشنبرگ جوان و کارهای تک‌رنگ ایو کلین، و سری آکروم پیرو مانتزونی اثر گذاشت و به نوع دیگری بر کارهای میناکاری روی مس رابرت ریمن و آثار اگنس مارتین که ترکیب شیارهای نامحسوس روی زمینه تک‌رنگ بود، تأثیر گذاشت.
کمینه‌گرایی در مجسمه‌سازی از ایالات متحده آمریکا شروع شد. پژوهش‌های پیروان این جنبش شامل انواع ساختارهای مُدولی، فضایی، شبکه‌ای و جفت‌کاری بود که هدفش توضیح مجدد مسایلی چون فضا، فرم، مقیاس و محدوده بود و در نتیجه هرگونه بیان‌گری و توهم بصری را نفی می‌کرد.

آن‌ها روشی خردگرایانه  را در ترکیب‌بندی به کار می‌بردند:
مجموعه‌های منظم ساده‌ای از واحدهای همانند و جابه‌جا شونده بر اساس ریاضی که قابلیت بسط و توسعه دارند.
کمینه‌گرایی در ایالات متحده به سرعت تبدیل به یک جنبش هنری تازه شد که بیشتر با خلق آثار سه بعدی (به جای دو بعدی) همراه بود. آثار حجمی ریچارد سرا باعث بحث‌های فراوان شد. جریان اصلی جنبش کمینه‌گرایی آمریکایی را می‌توان در آثار تونی اسمیت، دانالد جاد، کارل آندره، دان فلاوین، رابرت موریس، سل لویت، جان مک کراکن مشاهده کرد.

## کمینه‌گرایی در فشن
به شکل کلی در فشن، تمرکز بیشتر روی فرم و جنس لباس است تا کارآمدی و راحت بودن آن. در واقع، سادگی، راحتی و کارآمد بودن در نهایت و ناخودآگاه به این سبک اضافه می‌شود.
سه نفر از مشهورترین هنرمندان هالیوود یعنی آنجلینا جولی، آنت بنینگ و شارلیز ترون از جمله کسانی هستند که به انتخاب سبک‌های ظریف و مینیمالیستی روی آورده‌اند. کیت میدلتون و مگان مارکر که عروس‌های خانواده سلطنتی بریتانیا به دلیل انتخاب همین سبک معروف هستند.

## کمینه‌گرایی در ادبیات
کمینه‌گرایی در ادبیات، سبک یا اصلی ادبی است که بر پایه فشردگی و ایجاز بیش از حد محتوای اثر بنا شده است. هنرمندان کمینه‌گرایی در فشردگی و ایجاز تا آنجا پیش می‌روند که فقط عناصر ضروری اثر، آن هم در کمترین و کوتاه‌ترین شکل، باقی بماند. به همین دلیل کم حرفی از مشخص‌ترین ویژگی‌های این آثار است.
کمینه‌گرایی ادبیات داستانی را با بیان‌های زیادی از جمله «کوتاه نویسی» و «داستانِ کوتاهِ کوتاه» خوانده‌اند.
کوتاه‌نویسی مینیمالیست‌ها نظر بسیاری از منتقدان ادبی را به خود جلب کرد، آنها نظر موافقی با اینگونه داستان‌ها نداشتند؛ زیرا به عقیده آنها مینیمالیست‌ها بیش از حد شاخ و برگ عناصر داستان را می‌زنند و لطف و روح داستان از بین می‌رود.
منتقدان، کمینه‌گرایی را با نام‌هایی مانند «واقع‌گرایی سوپرمارکتی»، «آدامس بادکنکی شیک» و «ساده‌گرایی پپسی‌کولایی» خواندند.
از مهم‌ترین نویسندگان این سبک می‌توان به ریموند کارور اشاره کرد.
کمینه گرایی در ایران با طرح پساکمینه‌گرایی بر اساس عنصر عاطفه مشرقی شکل گرفت که از نمودهای تحقق کمینه‌گرایی تغزلی می‌توان به قوالبی چون طرح؛ ترانک؛ شعرک و غزل مینیمال اشاره کرد.

## کمینه‌گرایی در موسیقی

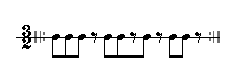
ریتم پایهٔ موسیقی دست‌زدن. (دو الگوی اول به صورت مختصر) که در دیگر آثار رایش هم شنیده می‌شود.

کمینه‌گرایی در موسیقی شیوه تصنیف موسیقی با استفاده از ایده‌ای است که چند بار تکرار می‌شود. یک قطعه مینیمالیستی موسیقی معمولاً تم کوتاهی را دربردارد که ممکن است نغمه‌ای یا ضرب‌آهنگی باشد.
این موضوع سپس بارها، تکرار می‌شود اما به تدریج تغییر می‌کند.
گاهی این شیوه با دو یا چند ساز اجرا می‌شود که با اجرای نت‌های شان قطع می‌شوند یا هم نوازی می‌کنند اما همزمان که یک ساز به آرامی سریع تر از دیگری نواخته می‌شود، ساز دیگر به تدریج از هماهنگی خارج می‌شود.
آهنگسازانی که قطعات مینیمالیستی نوشته‌اند شامل وایت استرایپس، فیلیپ گلاس، یان تیرسن، آروو پارت، استیو رایش و تری رایلی هستند. آهنگسازانی هم مانند جان آدامز، از شیوه‌های مینی مالیستی در آثارشان استفاده کرده‌اند اما آن را با شیوه‌های دیگر ترکیب کرده‌اند.
موسیقی کمینه‌گرایی در دهه‌های ۱۹۶۰ و۷۰ میلادی محبوب شد. آهنگسازان ساده‌گرا کار خود را در حالی آغاز کردند که آهنگسازان زیادی قطعاتی می‌ساختند که بسیار پیچیده بوده و درکش برای شنونده سخت بود.

## کمینه‌گرایی در معماری

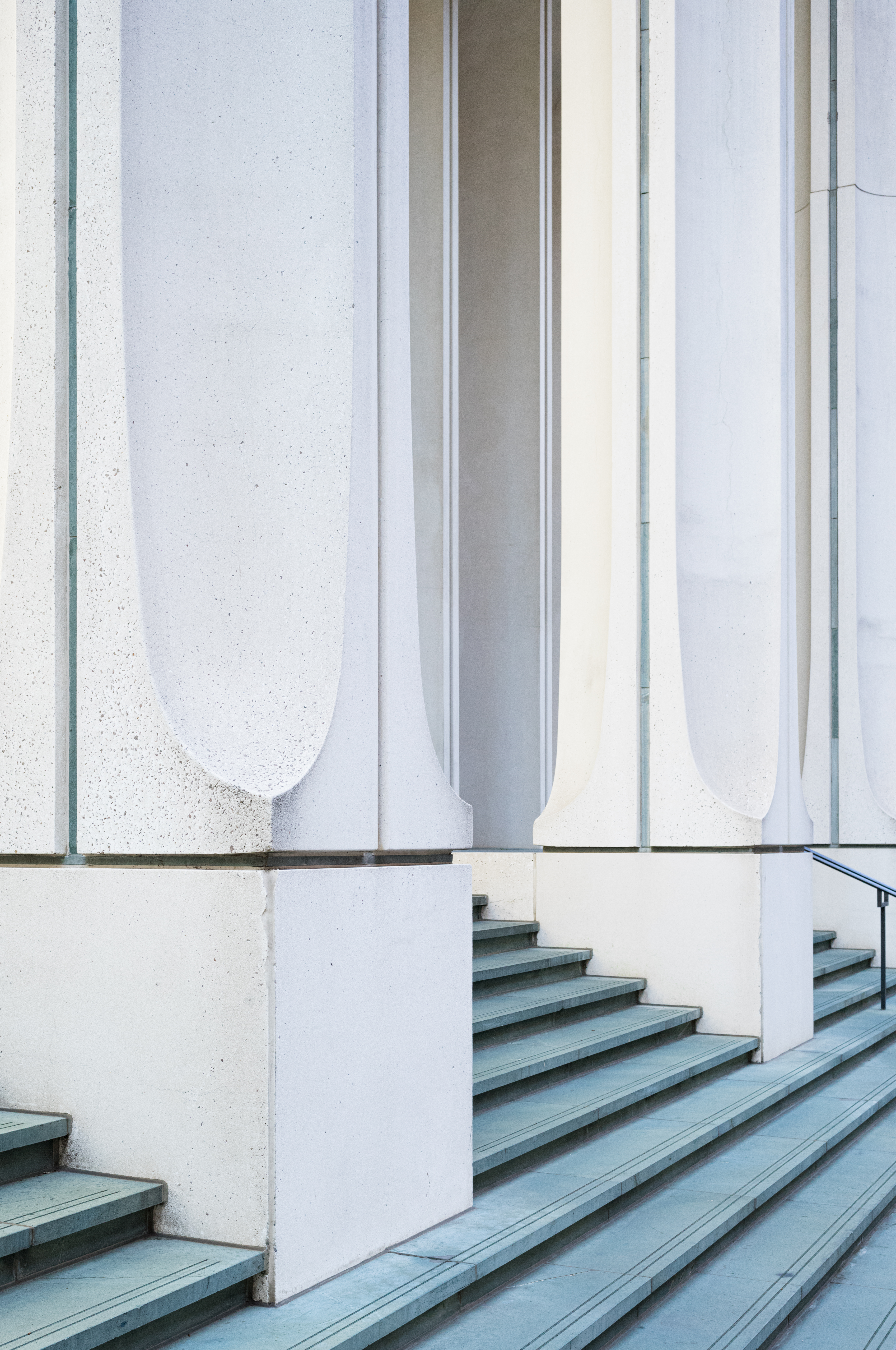
نگاره‌ای از ستون‌ها و پله‌های ورودی برج اتحادیه (Union Bank Tower) در پورتلند، اورگن. این ساختمان در سبک معماری بین‌المللی و با الگو از مکتب هنری مینیمالیسم بنا شده‌است.

کمینه‌گرایی در معماری یعنی دستیابی به طراحی بهتر از طریق سادگی و پرهیز از هرگونه تزئینات.
این سادگی در تمامی اجزای معماری بنا از جمله فرم، فضا، متریال، جزئیات و رنگ به وضوح نمایان می‌شود.
به‌طور کلی، در این سبک معماری از وجود موارد زائد درونی و بیرونی، منحنی‌های کامل یا زاویه‌های بیش از حد جلوگیری می‌شود.
برخی از اصول تعریف‌شدهٔ این سبک معماری به شرح زیر است:
1. سادگی در فرم و عملکرد.
2. پوشش و پرداخت دیوارها بدون هیچ‌گونه پیچیدگی خاصی.
3. فضاهای تمیز، دلباز و پر نور.
4. جزئیات ساده بدون وجود طراحی داخلی خاصی.
5. استفاده استراتژیک از متریال‌های مختلف برای ایجاد جذابیت‌های بصری، بافت و کاراکترهای خاص در فضا.[۵]